# St. Michael (Losheim)

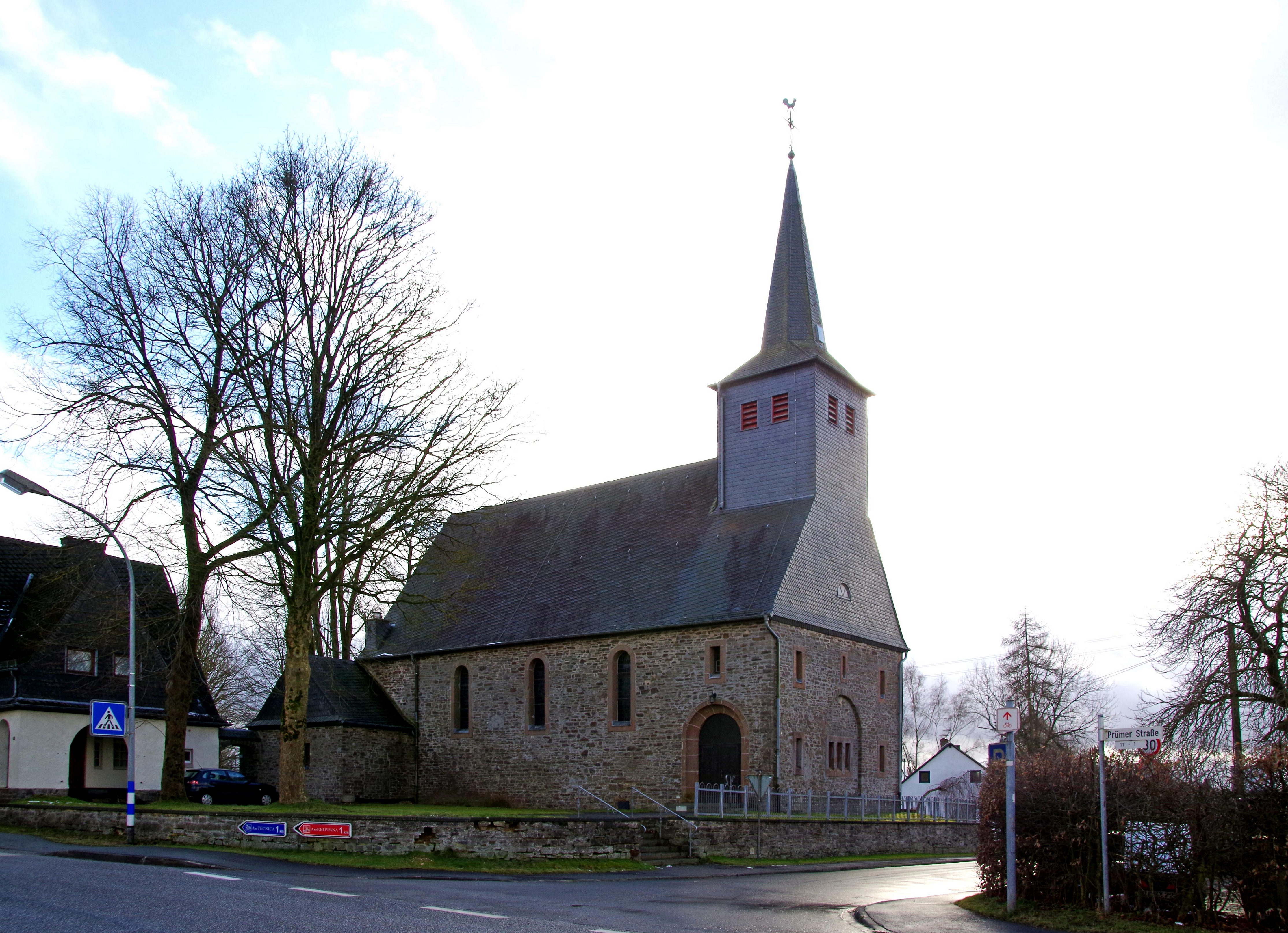
St. Michael (Losheim), Kreuzung Prümer Straße-Hüllscheider Weg

St. Michael ist die römisch-katholische Pfarrkirche des Hellenthaler Ortsteils Losheim im Kreis Euskirchen in Nordrhein-Westfalen.

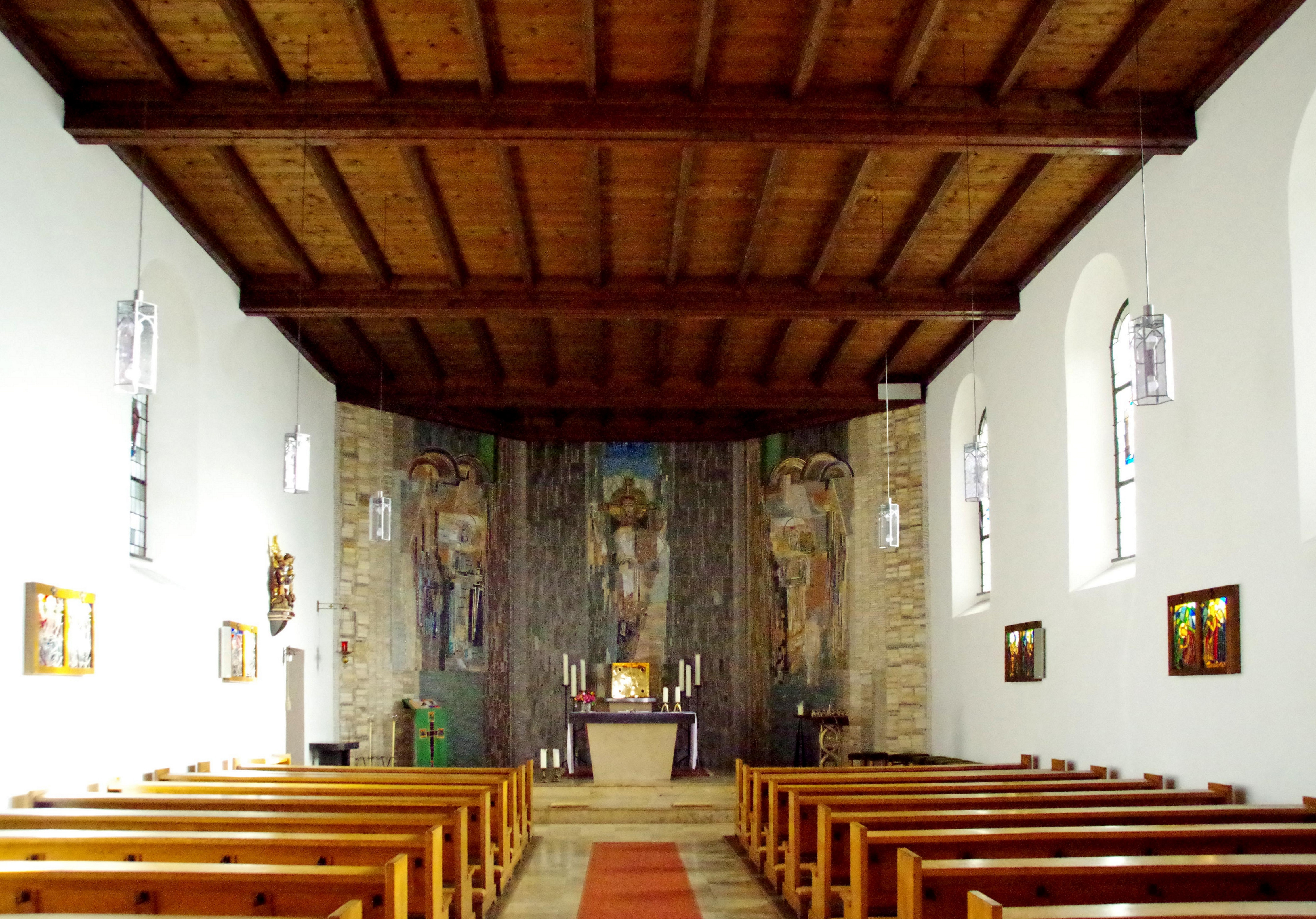
Blick ins Kirchenschiff zum Altar

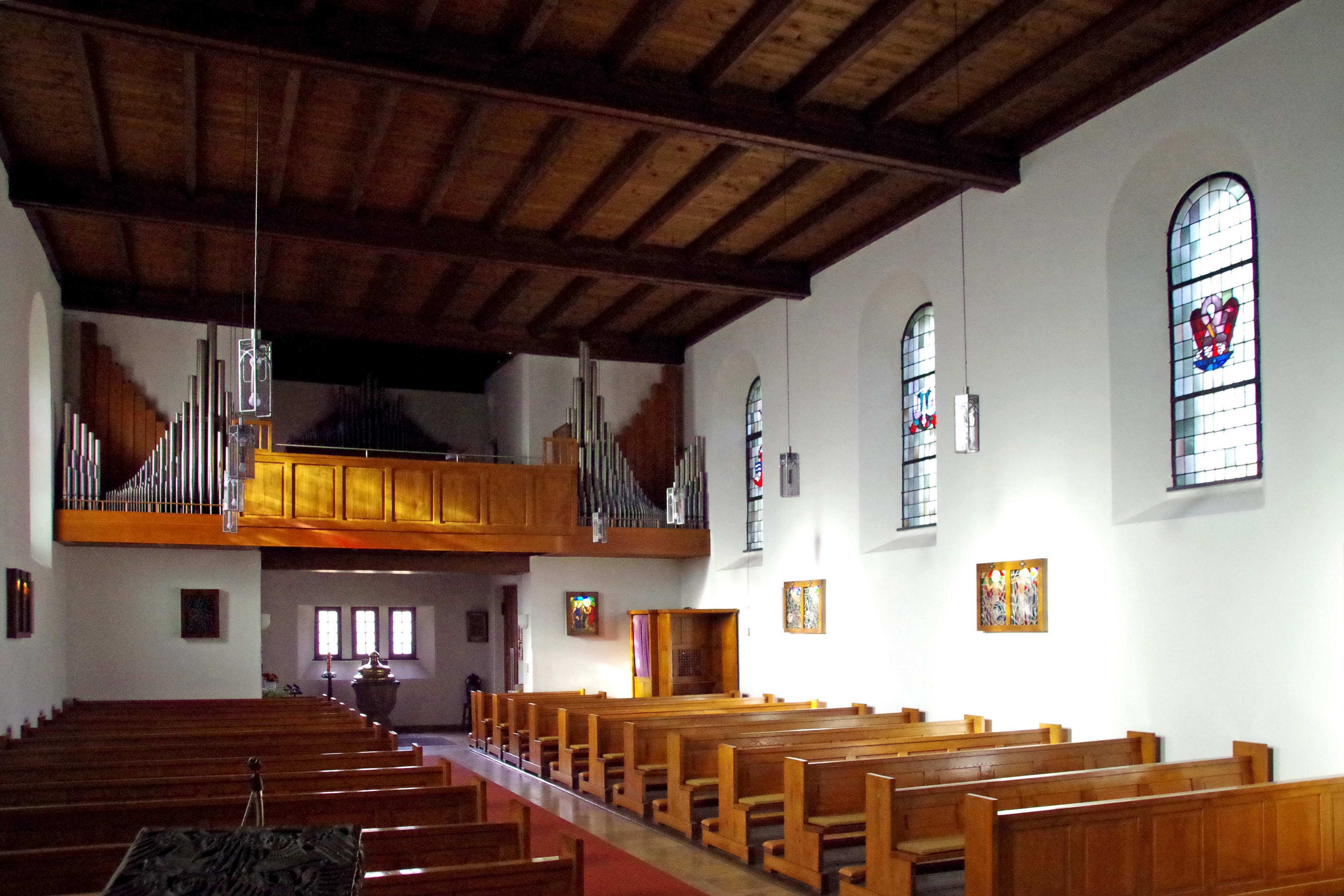
Kirchenschiff mit Orgelempore

Die Kirche ist dem hl. Erzengel Michael geweiht. Zur Pfarre zählt die Filiale Kehr mit der Kapelle St. Mariä Himmelfahrt.

## Lage
Das Kirchengebäude befindet sich inmitten von Losheim an der Ecke Prümer Straße (Bundesstraße 265) / Hüllscheider Weg und ist nur wenige Meter von der deutsch-belgischen Grenze entfernt. 

## Allgemeines
Eine erste Kapelle wurde im Jahr 1486 in Losheim erbaut. Zu dieser Zeit war der Ort eine Filialgemeinde der Pfarre Manderfeld, zu der Losheim noch bis 1922 gehörte. Nach dem Ersten Weltkrieg wurde Losheim 1919 dem Königreich Belgien zugeschlagen, zu dem nun auch der Pfarrort Manderfeld gehörte. Aufgrund des erheblichen Protestes der Losheimer Bevölkerung und Petitionen an Papst Benedikt XV., den belgischen König Albert I. und den Präsidenten der USA fiel Losheim am 1. Oktober 1921 wieder an das Deutsche Reich. Dadurch ergab sich die Situation, dass die Pfarre Manderfeld in zwei Staaten geteilt war. So wurde Losheim schließlich im Januar 1922 von der Manderfelder Pfarrei abgetrennt und zur eigenständigen Pfarrei erhoben.

## Baugeschichte
Die erste Kapelle in Losheim war vermutlich eine Stiftung vom Herrn zu Kronenburg Georg von Virneburg im Jahr 1486. Diese Kapelle war sehr wahrscheinlich eine einfache Saalkirche im Baustil der Gotik. Dieses Gotteshaus wurde zwischen 1690 und 1727 restauriert. 
Im Jahr 1912 gründete der Pfarrer von Manderfeld, Johannes Bormacher, einen Kirchenbauverein zum Bau einer neuen Kirche in Losheim. Anfang der 1920er Jahre wurde die alte Kirche abgerissen und zwischen 1923 und 1924 die heutige Pfarrkirche errichtet. Die Pläne zum Neubau lieferte der preußische Regierungsbaurat Arthur Kickton. Die feierliche Konsekration fand erst vier Jahre später nach Vollendung, nämlich am 6. Juni 1928 durch den Aachener Weihbischof Hermann Joseph Sträter statt.
Im Zweiten Weltkrieg wurde die Kirche sehr stark beschädigt und die Inneneinrichtung komplett zerstört. Der originalgetreue Wiederaufbau wurde zwischen 1948 und 1949 vollzogen. Am 5. Dezember 1949 fand die Weihe der wiederaufgebauten Pfarrkirche durch den Aachener Bischof Johannes Joseph van der Velden statt.

## Baubeschreibung
St. Michael ist eine einschiffige Saalkirche aus Bruchsteinen mit einem dreiseitigen Chorschluss und einem eingebauten dreigeschossigen Glockenturm, der von einer achtseitigen Turmhaube bekrönt wird. Das Gotteshaus verfügt über 126 Sitzplätze.

## Ausstattung
Im Chorraum befindet sich ein Mosaik aus dem Jahr 1959. Es wurde vom Künstlerehepaar Georg Hoffmann und Elisabeth Hoffmann-Lacher aus München entworfen. 

## Orgel und Glocken
- Die Orgel zu beiden Seiten der Empore im hinteren Bereich der Kirche ist ein Werk der Hellenthaler Firma Weimbs Orgelbau aus dem Jahr 1954. Das Instrument besitzt eine elektrische Traktur und 12 Register auf zwei Manuale und Pedal verteilt.

- Im Glockenturm befinden sich ein dreistimmiges Geläut aus Gussstahl, das 1954 beim Bochumer Vereins für Gussstahlfabrikation gegossen wurde. Das Geläutemotiv ist der Lob-, Dank- und Bittgesang „Te Deum“.[3]

| Glocke | Durchmesser | Gewicht ca. | Schlagton (HT-1⁄16) |
| ------ | ----------- | ----------- | ------------------- |
| I      | 1350 mm     | 940 kg      | e’                  |
| II     | 1110 mm     | 520 kg      | g’-1                |
| III    | 970 mm      | 340 kg      | a’                  |

## Pfarrer
Folgende Pfarrer wirkten bislang an St. Michael als Seelsorger:
| von – bis | Name                        |
| --------- | --------------------------- |
| 1926–1944 | Johannes Wilms              |
| 1945–1947 | Karl Schmelzer              |
| 1947–1948 | Bernhard Rosenbaum          |
| 1948–1959 | Josef Dohmen                |
| 1959–1964 | Hans Weyhe                  |
| 1964–1968 | Julius Tries                |
| 1968–1969 | Johannes Nießen             |
| 1969–1974 | Josef Wickeler              |
| 1974–1989 | Pater Hermann Joseph Hermes |
| 1989–2001 | Otto Stephan                |
| 2009–2023 | Philipp Cuck                |
| Seit 2023 | Thomas Schlütter            |